# Pelota bei den Olympischen Spielen
Pelota war lediglich bei den Olympischen Spielen 1900 in Paris eine olympische Sportart für Männer. Bei den Spielen 1924, 1968 und 1992 war Pelota eine Demonstrationssportart.

## Übersicht der Wettbewerbe
| Wettbewerb             | 96 | 00 | 04 | 06 | 08 | 12 | 20 | 24 | 28 | 32 | 36 | 48 | 52 | 56 | 60 | 64 | 68 | 72 | 76 | 80 | 84 | 88 | 92 | 96 | 00 | 04 | 08 | 12 | 16 | 20 | 24 | 28 | 32 | Gesamt |
| ---------------------- | -- | -- | -- | -- | -- | -- | -- | -- | -- | -- | -- | -- | -- | -- | -- | -- | -- | -- | -- | -- | -- | -- | -- | -- | -- | -- | -- | -- | -- | -- | -- | -- | -- | ------ |
| Männer                 |    | •  |    |    |    |    |    | D  |    |    |    |    |    |    |    |    | D  |    |    |    |    |    | D  |    |    |    |    |    |    |    |    |    |    | 1      |
| Anzahl der Wettbewerbe |    | 1  |    |    |    |    |    |    |    |    |    |    |    |    |    |    |    |    |    |    |    |    |    |    |    |    |    |    |    |    |    |    |    | 1      |

## Ewiger Medaillenspiegel
Stand: 1900
| Rang | Land       | Goldmedaille | Silbermedaille | Bronzemedaille | Gesamt |
| ---- | ---------- | ------------ | -------------- | -------------- | ------ |
| 1    | Spanien    | 1            | –              | –              | 1      |
| 2    | Frankreich | –            | 1              | –              | 1      |